# 居達 (弘治進士)
居達（1464年—？），字德亨，順天府大興縣人，匠籍，明朝政治人物。

## 生平
順天府鄉試第一百十名舉人。弘治六年（1493年）中式癸丑科會試第一百三十名，三甲第一百七十一名進士。歷官户部郎中，管遼東粮储，正德三年（1508年）十一月被罚米五百石，输宣大仓。出为江西布政司參議，六年正月考察以不謹闲住。

## 家族
曾祖居禮；祖父居子誠；父居福，母黃氏。